# Vauxhall Chevette
O Vauxhall Chevette é um automóvel do segmento C fabricado pela Vauxhall no Reino Unido de 1975 a 1984. Era a versão da Vauxhall da família de automóveis "T-Car", da controladora da Vauxhall, a General Motors (GM), e baseada principalmente no Opel Kadett C. A família também incluía o Isuzu Gemini no Japão, o Holden Gemini na Austrália, o Chevrolet Chevette nos Estados Unidos, Canadá, Brasil, Colômbia, Equador e Argentina, e nos EUA e Canadá também foi rebatizado como Pontiac Acadian/Pontiac T1000.

## Desenvolvimento
O Chevette, como o próprio nome indica, foi criado para ser um pequeno Chevrolet. Ao mesmo tempo em que o projeto Chevette estava sendo considerado na América, a Vauxhall Motors divulgou um novo projeto de design, provisoriamente chamado de Baby R, mais tarde designado como S-car pela GM. No entanto, para economizar custos, a gerência da GM arquivou o projeto S-car e fundiu seus estudos de estilo com o programa T-car existente — assim, o Chevette seria derivado do Opel Kadett C. O carro foi lançado pela primeira vez no Brasil em 1973 como um Kadett ligeiramente remodelado com um hatchback adicionado à linha de modelos. Este hatchback foi lançado nos EUA e na Grã-Bretanha em 1975 com frontais remodelados. A produção inicial foi na fábrica da Vauxhall em Luton, Bedfordshire, então a montagem do Chevette foi transferida para a fábrica de Ellesmere Port em Cheshire para permitir que a produção dos modelos maiores Cavalier e Carlton fosse transferida para Luton das fábricas da Opel na Bélgica e na Alemanha.
A versão britânica do veículo foi planejada para se encaixar na linha Vauxhall abaixo do Viva, e foi inicialmente apresentada apenas em sua versão hatchback, um estilo que se tornou muito popular durante a década de 1970. Com seu nariz inspirado no Pontiac e faróis embutidos, a versão do Reino Unido parecia radicalmente diferente do Opel Kadett e foi aceita pelo público automobilístico como um carro completamente novo; quando as variantes sedã, perua e furgão apareceram e o hatchback foi adicionado à linha Kadett, a linhagem comum se tornou aparente. O Chevette foi um dos primeiros hatchbacks construídos na Grã-Bretanha desse tamanho, o primeiro sem dúvida foi o Austin A40 Countryman; a Ford não respondeu com um produto semelhante até o ano seguinte (todas as suas ofertas de tamanho semelhante tinham porta-malas traseiros convencionais).
As vendas começaram em 1º de maio de 1975, a partir de um preço de £ 1.593. O Chevette foi vendido em competição direta com seu irmão Opel até que este último foi substituído em 1979, quando movimentos já estavam sendo feitos para fundir as linhas Vauxhall e Opel e as operações de marketing.
De 1975 a 1978, o Chevette foi o hatchback mais vendido do Reino Unido, já que os rivais da marca britânica não conseguiram responder ao desafio dos importados Peugeot 104, Fiat 127 e [Renault 5]] até a chegada do Ford Fiesta no final de 1976. A Chrysler UK não lançou seu Chrysler Sunbeam até 1977, enquanto somente em 1980 a British Leyland surgiu com o Austin Metro. O Chevette também conseguiu vender mais que os hatchbacks maiores, incluindo o Austin Maxi e o Chrysler Alpine.
O motor de 1,3 litro do Chevette e a carroceria relativamente pequena permitiam um bom desempenho. O Chevette tinha direção, embreagem e troca de marchas leves, bem como boa visibilidade, e era espaçoso por dentro. O sucesso do Chevette provavelmente se deveu à sua versatilidade, que se comparava bem com carros maiores, como o Ford Escort. Estava disponível em hatchback de três portas para o motorista só, modelos de sedã adequados para famílias, uma perua para as frotas de serviço e a versão furgão Chevanne para fins utilitários.

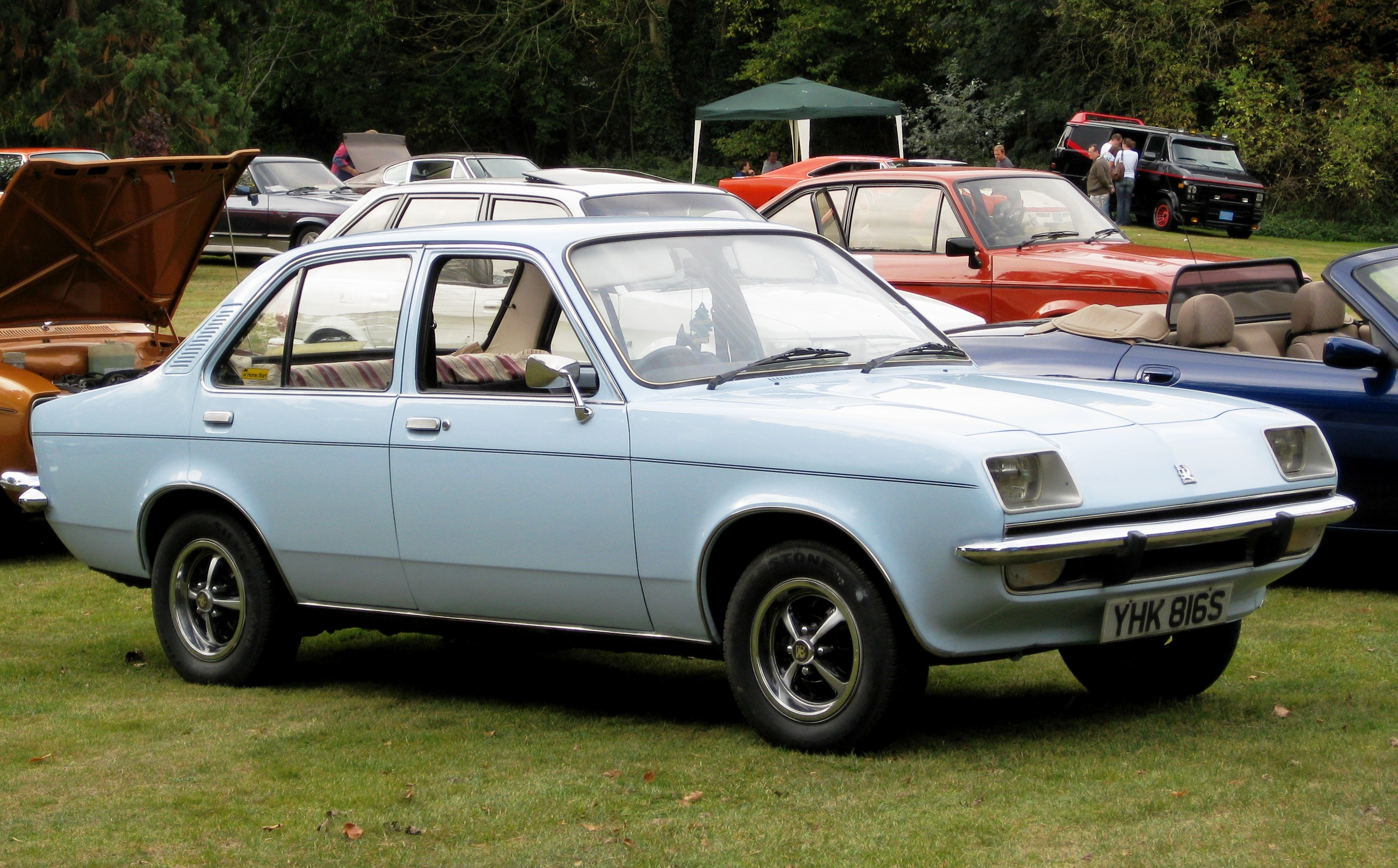
Vauxhall Chevette sedã de quatro portas (pré-reestilização com faróis embutidos)

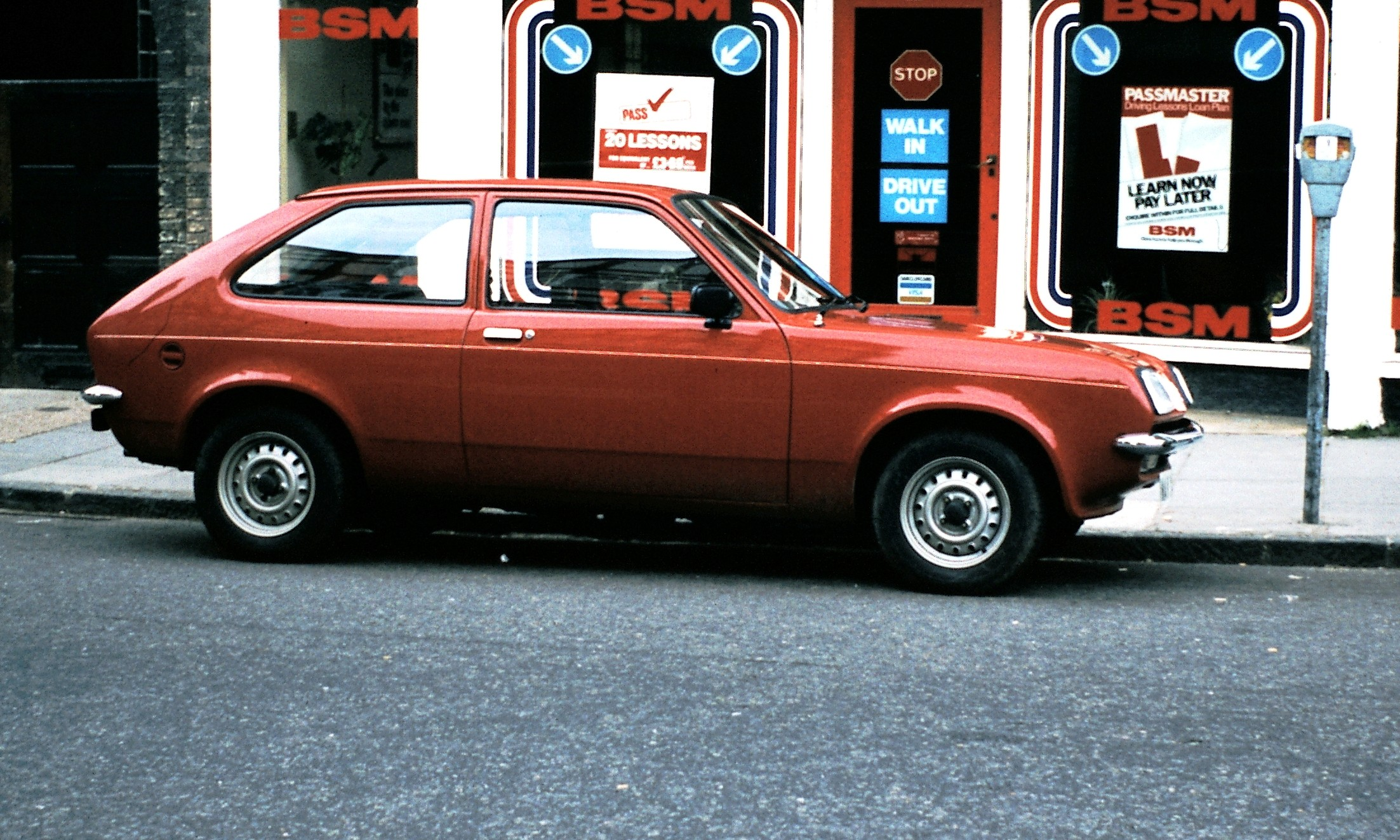
O Vauxhall Chevette hatchback

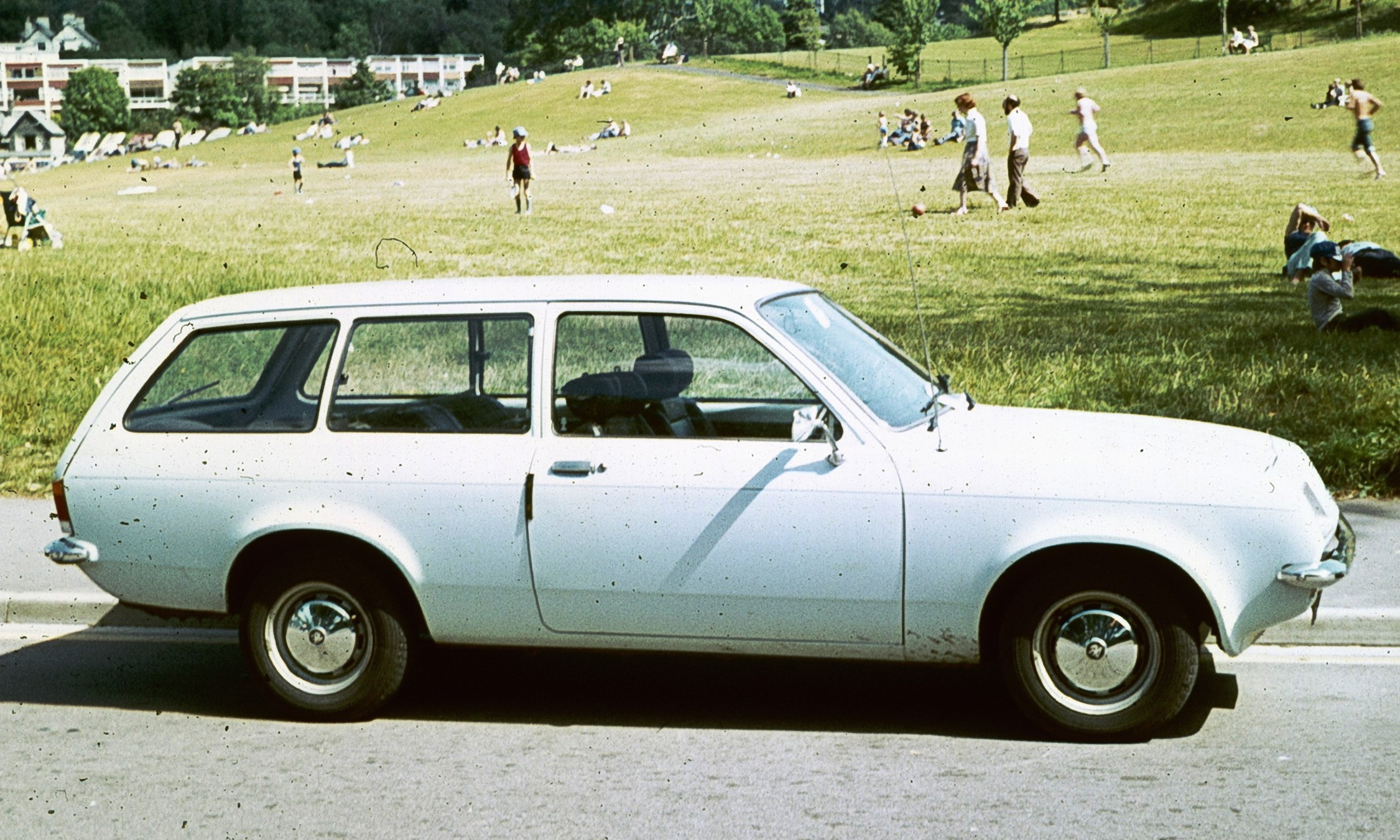
Em 1976, a versão perua foi introduzida, essencialmente a versão "Caravan" do Kadett C com um nariz diferente. As versões sedã de duas e quatro portas também apareceram na mesma época.

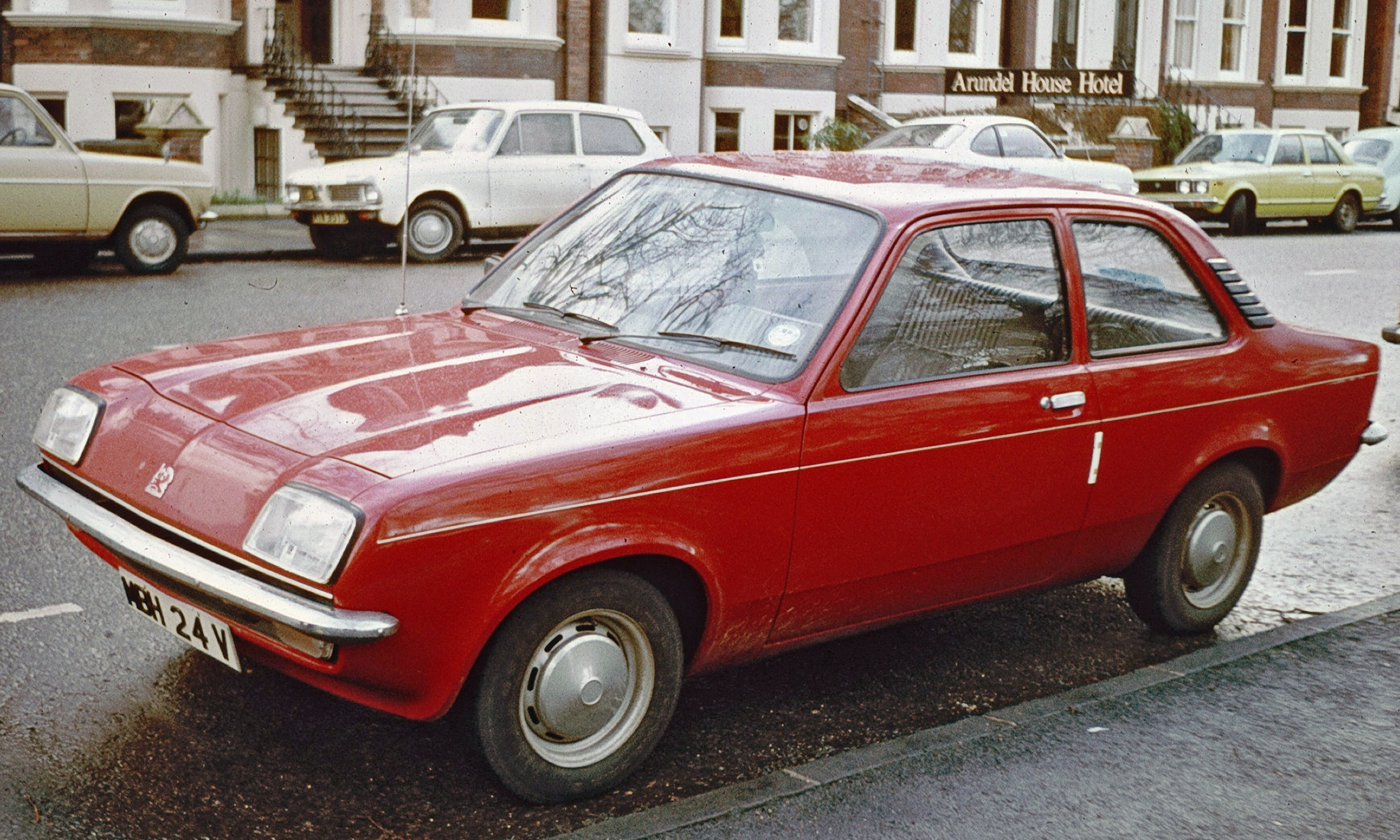
Uma pequena reestilização em 1979 incluiu faróis ressaltados aplicados na frente do carro e acabamentos de plástico para destacar as saídas de ar nos pilares traseiros do sedã Chevette.

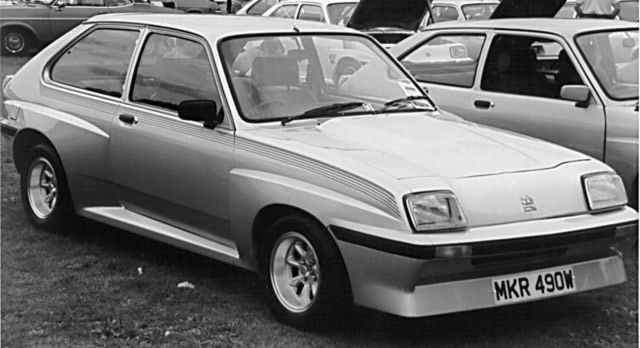
Vauxhall Chevette, um raro modelo de rali HSR em acabamento de estrada

O hatchback original foi lançado no Reino Unido usando o slogan e o jingle musical da Vauxhall, que capitalizou sua praticidade e apelo generalizado: "É o que você quiser que seja! — Um cupê esportivo, um sedã familiar, uma perua útil...". Foi feito na fábrica construída para esse propósito em Ellesmere Port, Cheshire, sob uma iniciativa do governo para trazer emprego para a área.
Variantes de sedãs de duas e quatro portas e peruas de três portas (basicamente o Kadett C com carroceria frontal e motores Vauxhall) também foram oferecidos a partir de junho de 1976. A versão cupê de duas portas do Kadett C foi a única versão do carro Opel a não ter um equivalente Chevette.
O Viva foi descontinuado em 1979, com o Opel Kadett D entrando em produção no mesmo ano. Este carro também deveria ser produzido nos EUA e no Reino Unido, como o Chevette de segunda geração, mas devido a vários problemas industriais na época, a GM decidiu arquivar a maior parte da fábrica de Ellesmere Port, mantendo apenas a oficina de montagem para construir o novo carro. Eles seriam montados a partir de kits desmontáveis, embora tenham sido inicialmente importados totalmente montados da fábrica da Opel em Bochum. Devido à enorme perda de força de trabalho que isso causaria, foram feitas representações que resultaram na decisão de continuar a produção dos modelos existentes junto com o novo. Isso significava que um novo nome teria que ser encontrado para a versão da Vauxhall do novo Opel Kadett, então em março de 1980, o Vauxhall Astra nasceu, substituindo o Viva na linha Vauxhall, enquanto o Chevette permaneceu à venda até 1984. Nessa época, o planejado fechamento da maior parte da fábrica de Ellesmere Port foi adiante conforme planejado originalmente. Enquanto isso, a General Motors desenvolveria um novo modelo de entrada para ser vendido na Europa sob as marcas Vauxhall e Opel, e construiria uma fábrica em Saragoça, na Espanha, para a produção deste novo carro.
Essa longevidade levou o Chevette a ser exportado para a Alemanha depois de 1979, após a descontinuação do Kadett C para dar aos compradores alemães a opção de tração traseira após a introdução do Kadett D; o Chevette era incomum, pois ainda apresentava tração traseira, enquanto a maioria de seus concorrentes agora era movida pelas rodas dianteiras. Mais 12.332 Chevettes foram vendidos por meio de revendedores Opel na Alemanha a partir de outubro de 1980, embora nunca tenham realmente levado a marca Opel ou Vauxhall, sendo rotulados simplesmente como "Chevette". Nessa época, o Chevette era o único carro com o emblema Vauxhall a ser vendido em mercados como Maurício e Nova Zelândia; modelos sucessores montados no Reino Unido para venda na Europa continental, como o Astra, foram rotulados como Opels.
Uma versão furgão, baseada na perua e chamada Bedford Chevanne, também foi construída e identificada como parte da marca de veículos comerciais Bedford da GM.
Após a introdução do Astra em 1980, a linha Chevette foi gradualmente reduzida em termos de opções de acabamento e estilos de carroceria. Na época do lançamento do Nova em 1983, apenas as versões sedã de quatro portas e perua de três portas (em dois níveis de acabamento) permaneceram à venda até o fim da produção.
Embora o Chevette fosse essencialmente um Opel Kadett C rebatizado com estilo frontal revisado, ele usava o motor de válvulas no cabeçote (OHV) de 1.256 cc do Viva HC em vez dos motores de 1.196 cc do Kadett, que eram produzidos pela Opel. A suspensão dianteira de duplo braço oscilante do Kadett, tração traseira e suspensão traseira com haste panhard, tubo de torque e eixo vivo com mola helicoidal foram mantidos inalterados. Por dentro, os dois carros diferiam apenas em termos de painel e interruptores; o Chevette seguia a tradição britânica e japonesa de volante à direita de ter o interruptor do indicador no lado direito da coluna de direção, com limpadores à esquerda; enquanto o Kadett usava um sistema de haste única (típico de muitos carros alemães dos anos 1970) à esquerda da coluna de direção para controlar piscas, faróis e limpadores. O Chevette também tinha um painel de instrumentos muito mais angular, embora o painel de instrumentos em si fosse diretamente do Kadett (embora com escalas imperiais em vez de métricas).
A parte dianteira do Chevette apresentava um nariz com aparência mais aerodinâmica do que o Kadett, baseado vagamente no design do Firenza, que se diz inspirado no Pontiac Firebird, um produto irmão da GM. Em contraste, o Kadett tinha um design mais convencional, de frente plana. Em 1980, o Chevette passou por uma reestilização com faróis ressaltados, dando-lhe um "visual familiar" ao lado da versão maior do Vauxhall Cavalier do Opel Ascona B. As mudanças mecânicas incluíram a introdução de distribuidores Bosch, dutos de aquecedor revisados e uma ligação de acelerador simplificada. Ele também recebeu novos designs de rodas, tampas de ventilação do pilar C revisadas e acabamento interno renovado com bancos dianteiros redesenhados para aumentar marginalmente o espaço para os joelhos traseiros. No entanto, foi efetivamente o início de uma eliminação gradual em favor do mais novo Astra, a versão da Vauxhall do Kadett D com tração dianteira, que foi lançado em março de 1980, embora não tenha sido produzido na Grã-Bretanha até novembro de 1981. O Vauxhall Nova (a versão renomeada do Opel Corsa construído na Espanha) se tornou o modelo básico da linha Vauxhall quando foi lançado em abril de 1983, embora o Chevette tenha continuado ao lado dele por mais um ano.
A produção do Chevette finalmente terminou em 1984. Um total de 415.000 Chevettes foram vendidos na Grã-Bretanha.

## Produção estrangeira
O Vauxhall Chevette foi montado na Nova Zelândia pela General Motors New Zealand entre 1976 e 1981. Todos os estilos de carroceria que estavam disponíveis no Reino Unido foram vendidos. Os primeiros modelos construídos foram hatchbacks de três portas.
A fábrica AYMESA do Equador produziu uma versão do Chevette a partir de 1978. Esta versão foi chamada de AYMESA Cóndor. Tinha uma carroceria de fibra de vidro (fibra de vidro ou plástico reforçado com vidro) e um motor de 1.500 cc com cabeçote de cilindro de maior compressão da GM Brasil para compensar as altitudes andinas.